# Mykola Milčev
Mykola Mykolajovič Milčev (ukrajinsky Микола Миколайович Мільчев, *3. listopadu 1967, Oděsa) je ukrajinský sportovní střelec a olympijský vítěz v disciplíně skeet na olympiádě 2000 v Sydney.
Vystudoval státní univerzitu v Oděse.
Před olympijskými hrami v Sydney byl jeho největším úspěchem zisk stříbra na mistrovství Evropy.
V Sydney trefil Milčev všech 150 terčů a vyrovnal absolutní světový rekord. O dva terče porazil českého reprezentanta Petra Málka.
V roce 2007 se stal místopředsedou Všeukrajinské federace sportovní střelby a sportingu VSSS.